# You Mean the World to Me
You Mean the World to Me è un singolo della cantante britannica Freya Ridings, pubblicato il 1º marzo 2019 su etichetta discografica Good Soldier Records, parte del gruppo della Capitol Records. Il brano è incluso nell'EP omonimo, pubblicato lo stesso giorno.

## Video musicale
Il video musicale del singolo è stato diretto dall’attrice della serie televisiva Il Trono di Spade Lena Headey, e in esso compare un'altra attrice della serie, Maisie Williams.

## Tracce
CD singolo
1. You Mean the World to Me – 3:12
2. Wishbone – 3:11

EP
1. You Mean the World to Me – 3:12
2. Lost Without You – 3:45
3. Wishbone – 3:11
4. Ultraviolet – 3:34
5. Blackout – 3:01

## Classifiche
| Classifica (2019) | Posizione massima |
| ----------------- | ----------------- |
| Irlanda           | 78                |
| Regno Unito       | 57                |